# 곽동현
곽동현(郭東玹, 1984년 3월 17일 ~ )은 전 KBO 리그 야구 선수의 포수이다.

## 출신학교
- 대구옥산초등학교
- 경운중학교
- 대구상업고등학교
- 한양대학교  (2003학번)